# Petaurista petaurista
La ardilla voladora gigante roja o ardilla voladora gigante común (Petaurista petaurista) es una especie de ardilla voladora encontrada en Asia. Es de color rojo oscuro con las extremidades negras y puede crecer hasta una longitud de cabeza y cuerpo de 42 cm. La cola es larga y le brinda estabilidad cuando se desliza entre los árboles. Es nocturna, se alimenta principalmente de hojas, frutas y nueces, y ocasionalmente insectos. Esta ardilla no se enfrenta a amenazas particulares, aparte de la destrucción continua de su hábitat. Cuenta con una amplia área de distribución y es relativamente común, y la Unión Internacional para la Conservación de la Naturaleza la clasifica como especie bajo preocupación menor.

## Distribución
La ardilla voladora gigante roja es nativa de Asia, su área de distribución se extiende desde Afganistán, el norte la India y Pakistán a través de Java, y Taiwán, así como en Sri Lanka. También se puede encontrar en partes de Borneo. Esta especie fue registrada en la península de Malaca, incluido Penang, la isla Tioman y también en Singapur. También se ha registrado en muchas localidades a lo largo de Sabah y Sarawak, hasta 900 metros en el monte Kinabalu, excluyendo el rango de P. p. nigrescens, que se conoce sólo de los bosques alrededor de la bahía de Sandakan al norte de río Kinabatangan.
Las ardillas voladoras gigantes (Petaurista sp.) tienen su mayor diversidad en términos de riqueza de especies y diversidad de la población en el sudeste asiático.

## Identificación

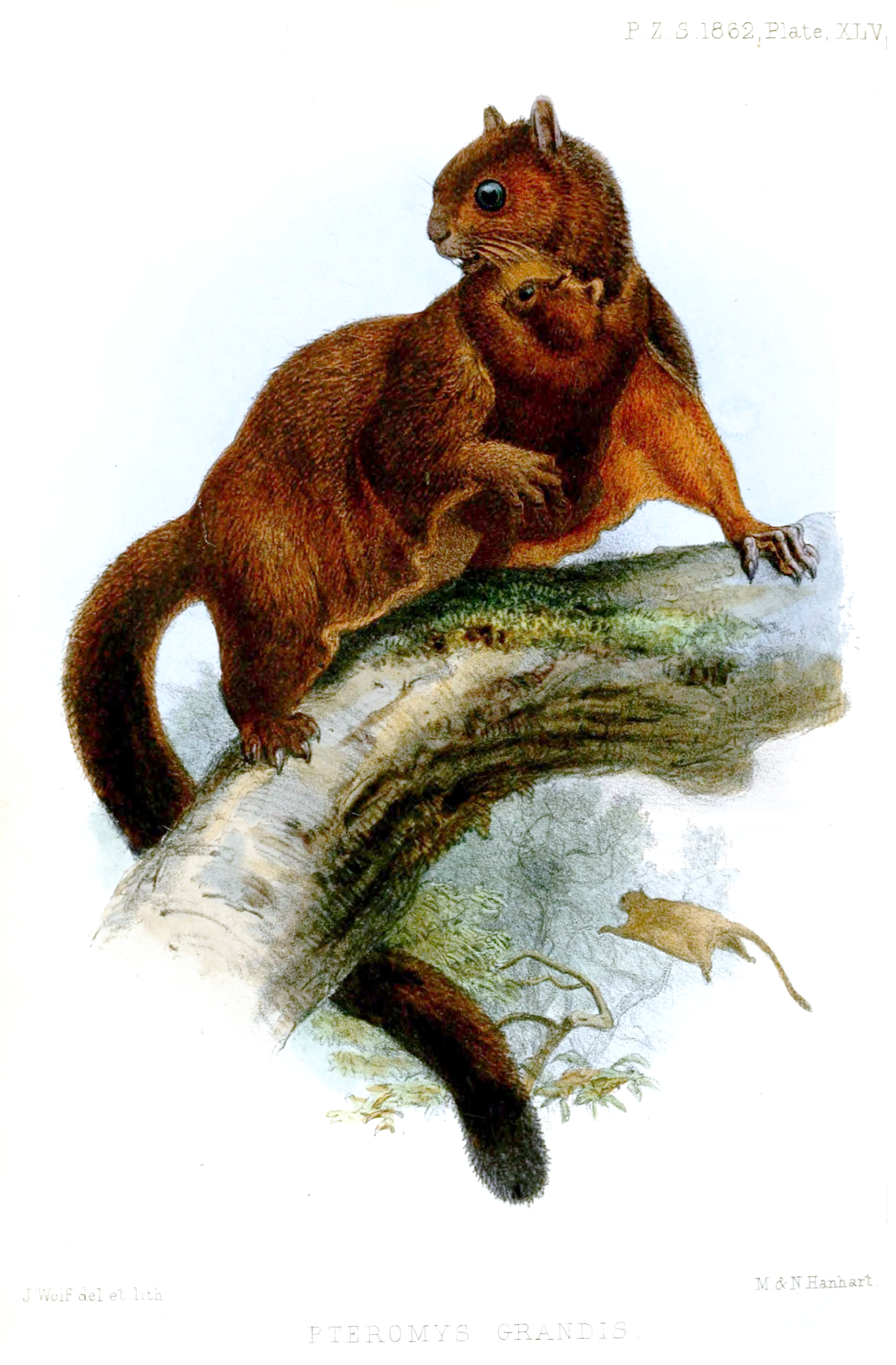
P. p. grandis

Al igual que todas las demás especies de ardillas voladoras, tiene una membrana de piel entre sus piernas y brazos, que utiliza para deslizarse entre los árboles. Se caracteriza por su color rojo oscuro y grandes ojos. Cuando se compara con otras especies de ardillas, esta especie es grande, siendo en promedio de 42 cm de largo, con la cola larga y delgada. Todo el cuerpo es rojizo oscuro a excepción de la nariz, la barbilla, el anillo ocular, detrás de las orejas, pies y la punta de la cola negras.

## Ecología y hábitat
En la naturaleza, se alimenta principalmente de conos de coníferas, hojas y ramas, y, cuando están en temporada, frutas y nueces, y ocasionalmente insectos. Es capaz de planear por largas distancias. Ha habido informes de distancias de hasta 75 metros o más; los ángulos de planeo son generalmente 40-60 grados respecto a la horizontal, de vez en cuando más pronunciados para los deslizamientos más cortos. Los agujeros de su nido por lo general están al menos 10 metros por encima del suelo. Es nocturna y no hiberna, pero migra a zonas con más comida. También es capaz de explorar plantaciones de coníferas secundarias y utilizar este hábitat como la alimentación y áreas de descanso.
Es más activa entre el atardecer y la medianoche y el área de acción de las hembras adultas en las plantaciones de coníferas se estimó en 3.2 ha.
Se cree que se aparean dos veces al año, pero las hembras suelen reproducirse una vez al año. Las crías nacen en febrero y agosto en camadas de uno a dos. Esta ardilla no se enfrenta a amenazas particulares, aparte de la destrucción continua de hábitat adecuado.